# Håkan Lambert-Olsson
Curt Håkan Lambert-Olsson, född i Karlskrona den 9 oktober 1941, är en svensk företagsledare, författare och översättare.
Lambert-Olsson är utbildad till reservofficer på intendentlinjen i flottan. Han avlade officersexamen vid Kungliga Sjökrigsskolan den 24 september 1964 och utnämndes till kapten 1972.
Håkan Lambert-Olsson har varit Verkställande direktör för Svenska dagbladet samt Ekonomi & Teknik förlag.
2004 utgav Lambert-Olsson boken Delat Ledarskap: om äkta och oäkta dubbelkommandon på Svenska förlaget liv & ledarskap. Han är skattmästare i Svensk Presshistorisk Förening sedan 2007 och preses för Tidskriftsakademin.

### Webbkällor
- Artikel i Jusek-tidningen 2005-05-10[död länk] Läst 2008-10-26